# Falkenhayn (Adelsgeschlecht)

Stammwappen derer von Falkenhayn

Falkenhayn (auch Falkenhain oder Falckenhan) ist der Name eines deutschen Adelsgeschlechts. Erste Vertreter lassen sich im 13. Jahrhundert im Bistum Merseburg nachweisen, später gelangten sie vor allem in Schlesien und Österreich zu Besitz. Zweige der Familie bestehen bis heute. Das Geschlecht ist nicht mit den von Sommerfeld und Falkenhayn zu verwechseln, die früher auch von Sommerfeld auf Falckenhayn bzw. von Sommerfeld aus dem Hause Falckenhayn (nach ihrem Gutsbesitz Falkenhayn im Fürstentum Breslau) genannt wurden.

## Geschichte

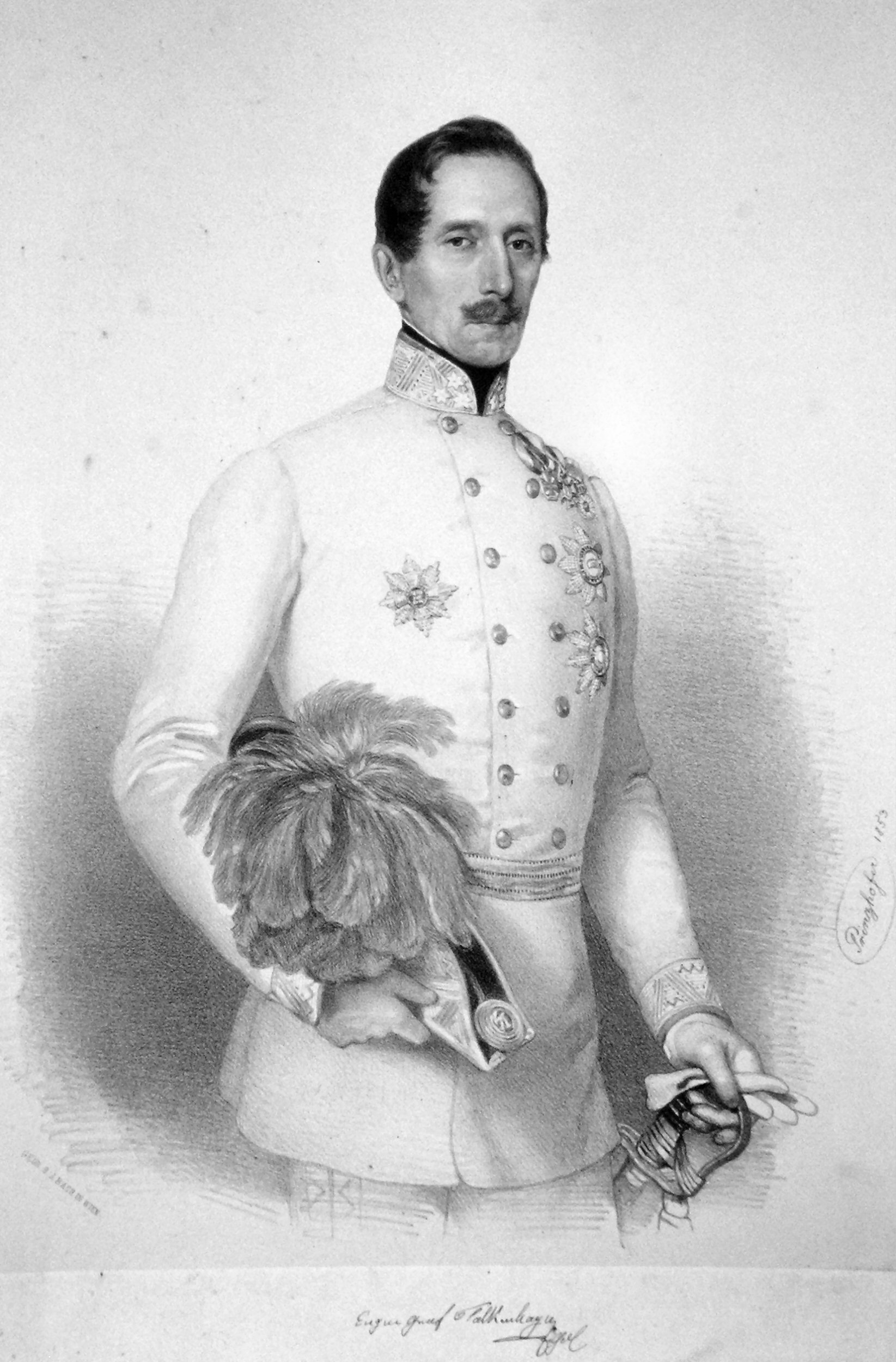
Eugen von Falkenhayn (1792–1853)

Julius von Falkenhayn (1829–1891)

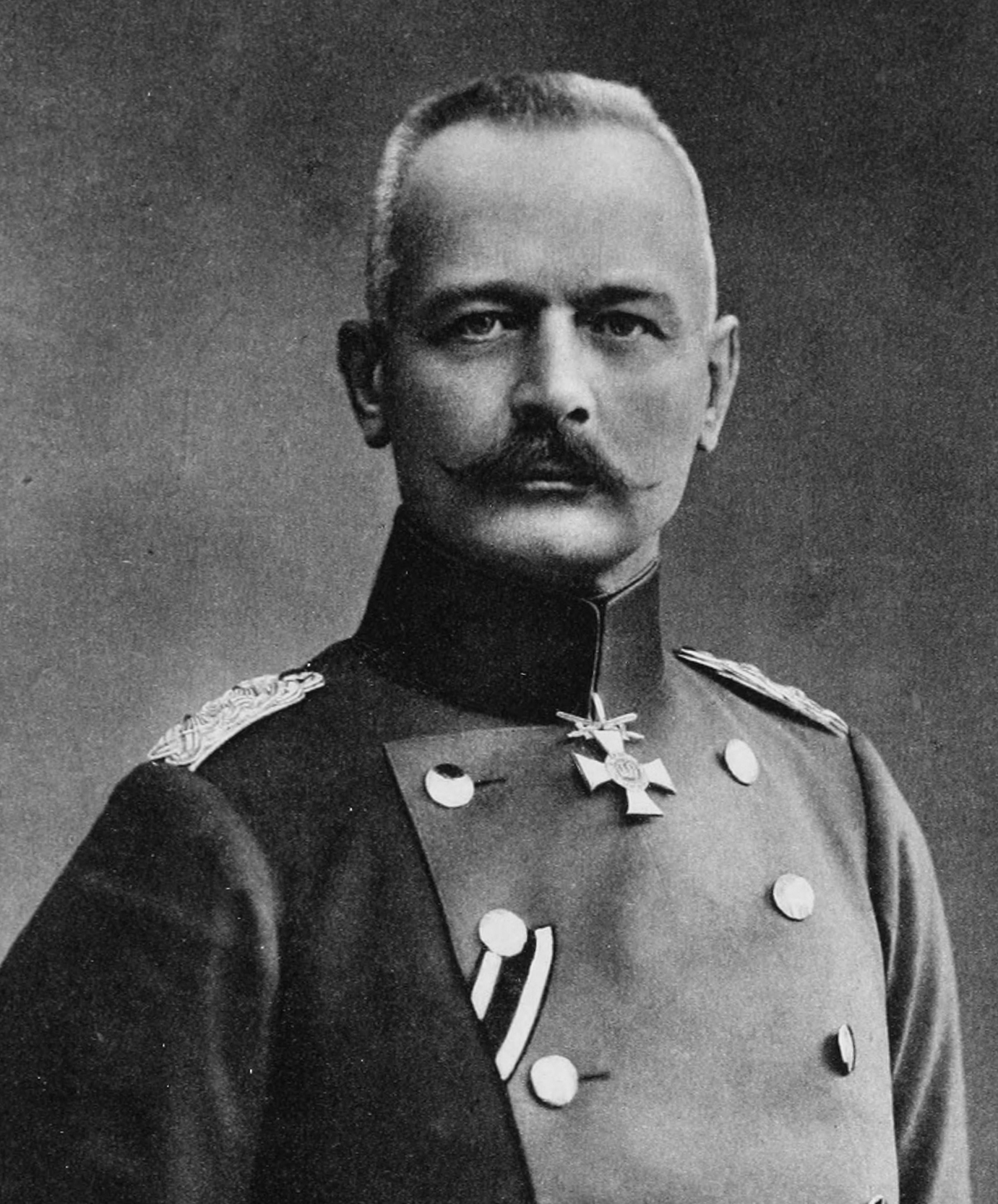
Erich von Falkenhayn (1861–1922)

### Herkunft
Der in älterer Literatur als Stammvater des Geschlechts genannte Falko, der nach der Schlacht bei Riade im Jahre 933 von König Heinrich I. zum Ritter geschlagen und mit Falkenhain im Stift Wurzen belehnt worden sein soll, ist genealogisch und urkundlich nicht nachweisbar.
In einer Urkunde vom 8. Juni 1216 entscheidet Bischof Ekkehard von Merseburg auf der Stiftssynode einen Streit zwischen der Zisterzienserabtei Pforte und dem Ritter von Lössen zu Gunsten des Klosters. Unter den Zeugen tritt ein Rudolfus de Valkenhain auf. Um das Jahr 1222 übereignet der Landgraf Ludwig von Thüringen als Vormund seines Neffen Markgraf Heinrich von Meißen dem Kloster zum Heiligen Kreuz in Meißen das Dorf Daubnitz. Als Zeuge werden neben anderen Burggrafen Wolfwinus bvrchgr. de Valkenh. und sein Bruder Wolfne de Pesne genannt, wobei der Name „Valkenhain“ nicht vollständig ausgeschrieben ist. Beide Brüder erscheinen nebeneinander bereits im Jahre 1220 als Zeugen, wobei Wolfinus als de Cice, also vermutlich von Zeitz, bezeichnet wird. Die Nähe von Zeitz und Falkenhain lassen darauf schließen, dass mit Valkenh. das heutige Falkenhain bei Zeitz gemeint ist.
Es lässt sich nicht belegen, dass Falkenhain bei Wurzen der namensgebende Stammsitz der Familie ist, zumal der 1216 erwähnte erste Träger des Namens im Dienst des Bischofs von Merseburg stand, so dass eine mögliche Verbindung zu Falkenhain im Altenburger Land wahrscheinlicher ist, wo es ebenfalls ein Rittergut gab.
Cunrad von Falkenhain wird 1227 als Schwiegersohn des Vogts Heinrich zu Freiberg genannt.
1227 überließ Bischof Engelhardt das Gut „curia“ bei Zeitz Conrad von Valkenhain. Unter den Zeugen werden Wichard von Valkenhain und Heinrich, der Bruder des Burggrafen von Valkenhain, genannt. In einer Urkunde des Bistums Merseburg von 1352 wird als Zeuge der Burggraf Rudolf von Falkenhain genannt. Es ist die letzte bekannte urkundliche Erwähnung eines Burggrafen von Falkenhain.
Die ununterbrochene Stammreihe beginnt jedoch mit Konrad von Falkenhayn, herzoglich-schweidnitzer Rat, der 1290 bis 1303 in Urkunden genannt wird.
Eine Verwandtschaft bestand wahrscheinlich zu dem brandenburgischen Adelsgeschlecht von Falkenhagen, das ein ähnliches Wappen führte.

### Ausbreitung und Besitzungen
Es gibt zwei Stämme, den der Mark Brandenburg und den in Schlesien. Man kann auch sagen, den preußischen und den österreichischen. Das Geschlecht Falkenhayn war im Mittelalter aus dem Raum Thüringen in Richtung Nordost, also nach Polen und Westpreußen gezogen und es gab aber auch Falkenhayns, die Richtung Südost, also nach Schlesien und Österreich wanderten.
Bereits im 13. Jahrhundert wurden Mitglieder der Familie im Herzogtum Schlesien ansässig. Dort errichteten sie ihren Sitz Falkenhain im Weichbild Schönau. Die Falkenhayns müssen in den Herzogtümern Liegnitz und Schweidnitz-Jauer Ansehen erlangt haben, da noch heute im Bleiglasfenster der Liegnitzer Marienkirche das Fakenhayn-Wappen mit Namen zu sehen ist und in Jauer an prominenter Stelle über der Kanzel. Von Schlesien aus gelangten Zweige nach Ost- und Westpreußen, in die Mark Brandenburg, nach Pommern, in die böhmische Grafschaft Glatz und nach Österreich.
Balthasar von Falkenhayn war 1504 herzoglich-liegnitzscher Oberküchenmeister. Einer seiner Nachkommen, Georg von Falkenhayn, erscheint um 1617 als herzoglich-liegnitzscher Geheimrat und Landesältester. Sein Enkel Friedrich von Falkenhayn (1649–1691) kam als kurbraunschweig-lüneburgischer Geheimrat und Gesandter am kaiserlichen Hof zuerst nach Österreich. Er trat in kaiserliche Dienste, wurde Hofkriegsrat und Kämmerer. Sein Cousin ersten Grades Friedrich Ferdinand, der 1706 starb, hatte ebenfalls Funktionen am Kaiserhof inne. Er heiratete Maria Elisabeth Gräfin von Abensperg-Traun. Ihr Sohn Nicolaus Norbert Graf von Falkenhayn († 1777), war ebenfalls kaiserlicher Kämmerer und niederösterreichischer Regierungsrat. Er war verheiratet mit Maria Franziska Gräfin von Kollonitz. Von ihren beiden Söhnen Ernst August Graf von Falkenhayn und Eugen Graf von Falkenhayn stammen alle weiteren Grafen von Falkenhayn ab.
Eugen Isidor Graf von Falkenhayn (1792–1853), Sohn des 1826 verstorbenen Grafen Eugen von Falkenhayn, war Geheimrat und Feldzeugmeister. Er besaß die Herrschaften Girines, Droß, Ottenschlag und Rechberg. Sein Bruder Johann Graf von Falkenhayn war kaiserlicher Kämmerer und Feldmarschallleutnant. In Schlesien war die Familie unter anderem mit Royn, Rothkirch, Rüstern, Seichau und Gassendorf besitzlich. Bis in neuere Zeit gehörte ihnen auch das Gut Raschwitz. Eine weitere schlesische Linie nannte sich von Falkenhayn und Brauchitschdorf.
Bedeutende Angehörige aus neuerer Zeit waren Graf Julius von Falkenhayn (1829–1899), österreichischer Militär und Politiker. Er war zunächst kaiserlicher Kämmerer, Rittmeister und Adjutant des Kaisers, quittierte aber bereits 1857 seinen Dienst. 1871 wurde er Landeshauptmann von Oberösterreich und ab 1879 Landwirtschaftsminister, ein Ressort, das er in mehreren Kabinetten bis 1893 wahrnahm. Er vertrat eine rechts-konservative Politik, erwarb sich aber auch Verdienste mit seinem Forstgesetznovellen zum Schutz der Wälder, der Karstaufforstung und Wildbachverbauung.
Die brandenburgische Linie geht auf Christoph von Falgkenhagen, den Älteren, zurück. Er lebte von 1546 bis 1613. Die Ortschaft seines Aufenthaltes hieß „Grabow“. Weitere Vorfahren waren Georg und Karoline von Falkenhayn, die auf Burg Belchau lebten. Georg (1777–1849) war kgl. Preuß. Rittmeister des Dragoner-Regiments zu Pferde und in den Jahren 1818–1819 Landrat des Kreises Deutsch Krone, dem heutigen Wałcz.
Einer der bekanntesten Vertreter der Familie war der preußische General, Kriegsminister und Chef des Generalstabes Erich von Falkenhayn (1861–1922). Er war Militärberater in China, wo er als Generalstabsoffizier des Ostasiatischen Expeditionskorps an der Niederschlagung des Boxeraufstandes 1901 beteiligt war. Im Juli 1913 wurde er preußischer Kriegsminister und im September 1914 Chef des Generalstabs. Er gehörte zu den Schlüsselfiguren um den Ausbruch des Ersten Weltkrieges und war an der Planung der Schlacht um Verdun im Jahr 1916 beteiligt.
Erich von Falkenhayn hatte vier Kinder. Seine Tochter Erika (1904–1974) war die Ehefrau von Henning von Tresckow, einem der führenden Widerstandskämpfer des Attentats vom 20. Juli 1944. Sie hat die militärischen Einsatzpläne auf ihrer Schreibmaschine getippt und ihren Mann moralisch unterstützt.
Am 8. Oktober 1905 wurde ein Familienverband gegründet.

### Standeserhebungen
Friedrich von Falkenhayn, kaiserlicher Hofkriegsrat und Generalkriegskommissar, erhielt am 1. August 1682 zu Wien den böhmischen Freiherrenstand. Damit verbunden war eine Wappenvereinigung mit dem erloschenen Geschlecht von Holzapfel. Am 9. Dezember 1689 zu Augsburg wurde er in den böhmischen Grafenstand und am 9. März 1690 zu Wien in den Reichsgrafenstand mit einer Wappenbesserung erhoben.
Ernst August Graf von Falkenhayn wurde am 7. April 1718 in den niederösterreichischen Herrenstand aufgenommen. Am 25. November 1867 wurden Angehörige der Familie erbliche Mitglieder im Herrenhaus des österreichischen Reichsrates.

## Wappen

### Stammwappen

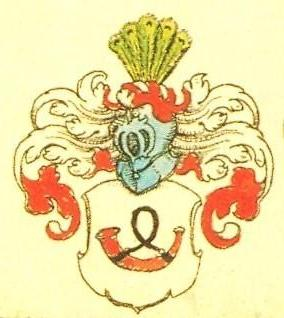
Stammwappen derer von Falkenhayn (Märkische Linie), nach Siebmacher (1605)

Blasonierung: Das Stammwappen zeigt in Silber ein rotes Jagdhorn (mittelalterliche Form: Hifthorn) ohne Beschlag und Band; auf dem Helm das Horn vor fünf natürlichen Reiherfedern; die Helmdecken sind rot-silbern.
Wappenerklärung: Das Wappen wurde nach einem Beschluss des Geschlechtsverbandes vom 11. Oktober 1930 als einheitliches Wappen angenommen. (Vorher variierten die Abbildungen, die Schallöffnung des Horns war mal rechts- mal linksgerichtet, mal ohne, mal mit (schwarzen) Beschlägen und Schnur dargestellt; auf dem Helm wurden statt der Reiher- auch Pfauenfedern gezeigt und teilweise fiel dort das Horn als Helmzier weg.)

### Grafenwappen
Blasonierung: Das böhmische Grafenwappen, verliehen 1689, zeigt den Wappenschild geviert und belegt mit einem silbernen Mittelschild, darin ein rotes Jagdhorn (Stammwappen); 1 und 4 in Blau drei schräggestellte goldene Äpfel (Wappen der erloschenen Familie von Holzapfel), 2 in Rot ein einwärtsgekehrter silberner Löwe (Wappen von Böhmen), 3 von Silber und Schwarz geteilt, darin ein fischgeschwänztes einwärtssehendes Einhorn in verwechselten Farben (Wappen derer von Nimptsch); das Wappen hat drei Helme mit rot-silbernen Helmdecken, auf dem rechten und linken ein rotes Jagdhorn, die Mündung auswärts gekehrt mit je einem grauen Reiherbusch besteckt (Stammhelm), auf dem mittleren der Löwe wachsend.

## Bekannte Familienmitglieder
- Arthur von Falkenhayn (1857–1929), deutscher Jurist und Politiker
- Benita von Falkenhayn (1900–1935), deutsche Spionin
- Carl George Ferdinand von Falckenhayn (1749–1823), preußischer Gutsherr und Landrat im Kreis Deutsch Krone
- Carlotta von Falkenhayn (* 2007), deutsche Schauspielerin
- Cuno von Falkenhayn (1853–1933), preußischer Generalmajor
- Erich von Falkenhayn (1861–1922), preußischer General der Infanterie und Militärpolitiker, Chef des deutschen Generalstabs im Ersten Weltkrieg
- Eugen von Falkenhayn (General, 1792) (1792–1853), österreichischer General der Kavallerie
- Eugen von Falkenhayn (General, 1853) (1853–1934), deutscher General der Kavallerie und Oberhofmeister
- Falko von Falkenhayn (* 1940), deutscher Manager
- Franz von Falkenhayn (1827–1898), Mitglied des österreichisch-ungarischen Herrenhauses
- Friedrich Gotthelf von Falkenhayn (1719–1786), preußischer Generalleutnant, Gouverneur der Festung Schweidnitz und Drost zu Petershagen bei Minden
- Georg von Falkenhayn (1890–1955), deutscher Manager der Getreide- und Hefeindustrie
- Hans Wolff von Falckenhayn (1719–1775), preußischer Landrat
- Julius von Falkenhayn (1829–1899), österreichisch-ungarischer Landwirtschaftsminister
- Jürgen von Falkenhayn (1938–2022), deutscher Generalmajor

### Falkenhayn
- Friedrich Freiherr Hiller von Gaertringen: Falkenhayn, von. In: Neue Deutsche Biographie (NDB). Band 5, Duncker & Humblot, Berlin 1961, ISBN 3-428-00186-9, S. 11 (Digitalisat).
- Walter von Hueck: Genealogisches Handbuch des Adels, Adelslexikon. Band III, Band 61 der Gesamtreihe GHdA, Hrsg. Deutsches Adelsarchiv, C. A. Starke Verlag, Limburg an der Lahn 1975. ISSN 0435-2408
- Gothaisches genealogisches Taschenbuch der gräflichen Häuser auf das Jahr 1874, Justus Perthes, Gotha 1873, S. 257 f., ff.
- Gothaisches Genealogisches Taschenbuch der Gräflichen Häuser 1876, Jg. 49, Justus Perthes, Gotha 1875, S. 266 f.
- Ernst Heinrich Kneschke: Neues allgemeines Deutsches Adels-Lexicon. Band 3, Friedrich Voigt’s Buchhandlung, Leipzig 1861, S. 197–199. Digitalisat
- Gustav Adelbert Seyler: Falkenhayn. in: Otto Hupp: Münchener Kalender 1914. Verlagsanstalt Buch u. Kunstdruckerei AG, München/Regensburg 1914.
- Johann Sinapius: Schlesische Curiositaten darinnen die ansehnlichen Geschlechter des schlesischen Adels. Druckerei Fleischer, Selbstverlag, Leipzig 1720, S. 354–360. Digitalisat
- Leopold von Zedlitz-Neukirch: Neues Preussisches Adels-Lexicon. Band 2, Gebrüder Reichenbach, Leipzig 1836, S. 154–155. Digitalisat

### Falkenhayn und Sommerfeld
- Gothaisches Genealogisches Taschenbuch der Adeligen Häuser 1907. Der in Deutschland eingeborene Adel (Uradel), Jg. 8, Justus Perthes, Gotha 1906.
- Gothaisches Genealogisches Taschenbuch der Uradeligen Häuser 1913. Der in Deutschland eingeborene Adel (Uradel), Jg. 14, Justus Perthes, Gotha 1912, S. 647 f.